# Escândalo da mandioca
O Escândalo da Mandioca foi uma das maiores fraudes financeiras da história de Pernambuco, ocorrida entre 1979 e 1981 no município de Floresta. O esquema consistia na falsificação de cadastros de produtores agrícolas para obtenção de empréstimos destinados ao plantio de mandioca. As plantações, no entanto, nunca foram realizadas. Posteriormente, os envolvidos alegavam que a seca havia destruído as lavouras inexistentes e solicitavam indenizações do Programa de Garantia da Atividade Agropecuária (Proagro), resultando em um desvio de aproximadamente 1,5 bilhão de cruzeiros, equivalente a cerca de 20 milhões de reais na época. 
O esquema envolveu mais de uma centena de pessoas, incluindo o ex-deputado estadual Vital Novaes, o ex-major da Polícia Militar José Ferreira dos Anjos (conhecido como Major Ferreira), funcionários do Banco do Brasil, de cartórios, fazendeiros e políticos locais. A fraude foi descoberta quando o tenente da Polícia Militar, David Gomes Jurubeba, indignado com a negativa ao seu pedido de financiamento, denunciou a "roubalheira" estabelecida em Floresta em carta enviada ao então presidente do Banco do Brasil, Osvaldo Collin. 
O procurador da República Pedro Jorge de Melo e Silva foi designado para investigar o caso. Apesar de sofrer ameaças, ele formalizou as denúncias n.º 44/1981 e n.º 02/1982 contra os envolvidos. Em 3 de março de 1982, Pedro Jorge foi assassinado em Olinda, Pernambuco, crime que teve como mandante o Major Ferreira. Este permaneceu foragido por 12 anos, sendo recapturado em 1995 e cumpriu a pena imposta. 
O julgamento dos envolvidos no esquema ocorreu em 1999, resultando na condenação de 22 réus a penas que variavam de dois a dez anos de prisão. Em 2013, o Tribunal Regional Federal da 5.ª Região (TRF5) revisou e aumentou as penas de todos os 22 réus, incluindo aqueles que não exerciam cargos comissionados. Os embargos de declaração foram aceitos por unanimidade, marcando um desfecho mais rigoroso para o caso. 
O assassinato de Pedro Jorge teve repercussão nacional e internacional, evidenciando os perigos enfrentados por aqueles que combatem a corrupção. Sua morte serviu como catalisador para mudanças no Ministério Público Federal, reforçando a importância da autonomia e independência da instituição. Em sua homenagem, foram criadas a Fundação Pedro Jorge e o documentário "Pedro Jorge: uma vida pela justiça", lançado em 2017. 
O Escândalo da Mandioca permanece como um marco na história brasileira, exemplificando as complexidades e desafios no combate à corrupção sistêmica.